# Wahlkreis Paisley North (Schottisches Parlament)
| Paisley North                    |
| -------------------------------- |
| Paisley North · West of Scotland |
| Gebildet                         |
| 1999                             |
| Abgeschafft                      |
| 2011                             |
| Regionen                         |
| Renfrewshire                     |

Paisley North war ein Wahlkreis für das Schottische Parlament. Er wurde 1999 als einer von neun Wahlkreisen der Wahlregion West of Scotland eingeführt, die im Zuge der Revision der Wahlkreise im Jahre 2011 neu zugeschnitten und in West Scotland umbenannt wurde. Hierbei wurden der Wahlkreis Paisley North abgeschafft. Er umfasste die Städte Paisley (nördliche Stadtteile) und Renfrew sowie weitere Teile der Council Area Renfrewshire. Bei Zensuserhebung 2001 lebten insgesamt 60.264 Personen innerhalb seiner Grenzen. Das Gebiet wurde auf die neuen Wahlkreise Paisley und Renfrewshire North and West aufgeteilt. Der Wahlkreis entsandte einen Abgeordneten.

## Wahlergebnisse

### Parlamentswahl 1999
| Ergebnisse der Parlamentswahl 1999 | Ergebnisse der Parlamentswahl 1999 | Ergebnisse der Parlamentswahl 1999 | Ergebnisse der Parlamentswahl 1999 |
| Partei                             | Kandidat                           | Stimmen                            | %                                  |
| ---------------------------------- | ---------------------------------- | ---------------------------------- | ---------------------------------- |
| Labour                             | Wendy Alexander                    | 13.492                             | 48,6                               |
| SNP                                | Ian MacKay                         | 8876                               | 32,0                               |
| Conservative                       | Peter Ramsay                       | 2242                               | 8,1                                |
| Liberal Democrats                  | Tamsin Mayberry                    | 2133                               | 7,7                                |
| Socialist                          | Fiona MacDonald                    | 1007                               | 3,6                                |
| Wahlbeteiligung: 27.750 (56,61 %)  |                                    |                                    |                                    |

### Parlamentswahl 2003
| Ergebnisse der Parlamentswahl 2003 | Ergebnisse der Parlamentswahl 2003 | Ergebnisse der Parlamentswahl 2003 | Ergebnisse der Parlamentswahl 2003 | Ergebnisse der Parlamentswahl 2003 |
| Partei                             | Kandidat                           | Stimmen                            | %                                  | ±                                  |
| ---------------------------------- | ---------------------------------- | ---------------------------------- | ---------------------------------- | ---------------------------------- |
| Labour                             | Wendy Alexander                    | 10.631                             | 47,9                               | −0,7                               |
| SNP                                | George Adam                        | 6321                               | 28,5                               | −3,5                               |
| Conservative                       | Allison Cook                       | 1871                               | 8,4                                | +0,3                               |
| Liberal Democrats                  | Brian O’Malley                     | 1705                               | 7,7                                | 0,0                                |
| Socialist                          | Sean Hurl                          | 1678                               | 7,6                                | +4,0                               |
| Wahlbeteiligung: 22.206 (49,35 %)  |                                    |                                    |                                    |                                    |

### Parlamentswahl 2007
| Ergebnisse der Parlamentswahl 2007 | Ergebnisse der Parlamentswahl 2007 | Ergebnisse der Parlamentswahl 2007 | Ergebnisse der Parlamentswahl 2007 | Ergebnisse der Parlamentswahl 2007 |
| Partei                             | Kandidat                           | Stimmen                            | %                                  | ±                                  |
| ---------------------------------- | ---------------------------------- | ---------------------------------- | ---------------------------------- | ---------------------------------- |
| Labour                             | Wendy Alexander                    | 12.111                             | 52,2                               | +4,3                               |
| SNP                                | Andrew Doig                        | 6998                               | 30,2                               | +1,7                               |
| Conservative                       | Malcolm MacAskill                  | 1721                               | 7,4                                | −1,0                               |
| Liberal Democrats                  | Angela McGarrigle                  | 1570                               | 6,8                                | −0,9                               |
| Socialist                          | Iain Hogg                          | 525                                | 2,3                                | −5,3                               |
| Parteilos                          | John Plott                         | 281                                | 1,2                                | +1,2                               |
| Wahlbeteiligung: 23.206 (52,64 %)  |                                    |                                    |                                    |                                    |